# 曹一鳳
曹一鳳（1534年—1567年），字伯儀，號翔宇，山東青州府安丘縣莲池里人，民籍，明朝政治人物。

## 生平
曹一鳳考中山東鄉試第六十六名舉人。嘉靖三十八年（1559年）考中己未科會試第一百名，二甲第三十三名進士。出任南京户部湖广司主事、员外、郎中、礼部精膳司郎中、吏部考功司郎中。隆慶元年（1567年）十月出任河南副使，後來又要擔任江西副使，但還沒上任就去世了。

## 家族
曾祖是曹騰，祖父是曹光漢，父親是曹汝勤，字希禹，號丹山。母王氏，共有三子：曹麒、曹麟、曹鳳。哥哥是曹一麟。